# Trận Tuy Dương
Trận Tuy Dương (chữ Hán: 睢陽之戰 Tuy Dương chi chiến) là cuộc chiến giữa nhà Đường và chính quyền Đại Yên, là một phần của loạn An Sử giữa thế kỷ 8 trong lịch sử Trung Quốc. Hơn 2.000 quân Đường trong thành đã cố thủ chống lại 13 vạn quân Yên, cầm cự trong suốt hơn 1 năm mới bị thất thủ.

## Hoàn cảnh
Cuối năm 755, An Lộc Sơn khởi binh chống nhà Đường. Quân An Lộc Sơn mạnh mẽ, nhanh chóng chiếm được đông đô Lạc Dương và nhiều thành trì ở Hà Bắc. An Lộc Sơn tự xưng là Yên đế, điều 1 cánh quân đánh về phía tây để tấn công vào tây đô Tràng An, mặt khác giao cho Sử Tư Minh đánh dẹp các quận phía đông thuộc Hà Bắc, Hà Nam.
Trong khi nhiều thành trì ở phía đông nhà Đường đã hàng Yên thì một số ít ỏi vẫn cố chống cự lại, trong đó có Tuy Dương do Trương Tuần và Hứa Viễn trấn thủ. Tuy Dương nằm ở Thương Khâu, là vùng trọng yếu, được xem là phên dậu của Giang Hoài. Quân Yên muốn tiến xuống đánh chiếm Giang Hoài phải hạ được Tuy Dương.
Thành Tuy Dương vốn thuộc quyền Thái thú Hứa Viễn. Trước đó Trương Tuần đã kiên cường phòng thủ ở Ung Khâu chống lại quân Yên trong nhiều ngày. Khi lương thực ở Ung Khâu gần cạn, lại bị quân Yên vây đánh Ninh Lăng, cắt đứt nốt con đường ra ngoài cuối cùng, Trương Tuần buộc phải bỏ thành Ung Khâu, đến hội quân ở Tuy Dương với Hứa Viễn, vận động Hứa Viễn cùng đến cứu Ninh Lăng. Hai bên đồng tâm đánh lui Dương Triều Tông ở Ninh Lăng, giết hơn 1 vạn quân Yên.
Thắng trận, Trương Tuần định đánh úp Trần Lưu. Tướng Yên là Doãn Tử Kỳ (dưới quyền Sử Tư Minh) thám thính biết ý định của Trương Tuần bèn mang 13 vạn quân vây đánh Tuy Dương. Cuộc chiến ác liệt ở thành Tuy Dương giữa hai bên bắt đầu từ đó.

## Diễn biến
Được tin Doãn Tử Kỳ mang đại quân đến đánh, Hứa Viễn vội sai người đi cấp báo cho Trương Tuần, đề nghị trở về cùng giữ thành. Trương Tuần được tin bèn mang quân bản bộ vào thành Tuy Dương.
Trong thành Tuy Dương, Hứa Viễn trao cho Trương Tuần việc binh, bản thân mình làm việc hậu cần. Hai người thành tâm cộng tác chống Yên.

### Đợt tấn công thứ nhất
Doãn Tử Kỳ kéo đến vây thành. Quân Đường trong thành cố thủ không ra đánh.
Trương Tuần nhân một đêm tối không trăng, hạ lệnh cho quân sĩ giong trống mở cờ giả cách muốn ra đánh. Doãn Tử Kỳ vội cho quân ra cự địch thì Trương Tuần lại rút vào. Quân Yên thấy quân Đường rút vào thành bèn tản đi. Lúc đó Trương Tuần mới sai bộ tướng Nam Tề Vân ra tập kích, chém tướng dưới cờ, bắt sống 60 người, giết hơn vạn quân Yên.

### Đợt tấn công thứ hai
Quân Yên tạm rút lui, nhưng sau đó lại trở lại bủa vây. Trương Tuần muốn bắn chết Doãn Tử Kỳ nhưng không biết Tử Kỳ đi đâu, bèn lập kế cho quân sĩ dùng cành sậy làm mũi tên, bắn sang quân Yên. Quân Yên cho rằng quân Đường đã hết tên, bèn báo cho Tử Kỳ biết.
Tử Kỳ bèn đích thân đến trước thành khiêu chiến. Nam Tề Vân nhận ra đúng mặt Tử Kỳ bèn giương cung bắn một phát trúng mắt trái Tử Kỳ. Tử Kỳ đau quá nằm rạp xuống ngựa tháo chạy. Trương Tuần xua quân ra đánh, giết được rất nhiều quân Yên.
Trong thành Tuy Dương lúc đó có 6 vạn hộc lương nhưng trong tình trạng bị bao vây ngặt nghèo. Giữa lúc đó Quắc vương Lý Cự hạ lệnh điều 3 vạn hộc lương cho Bộc Dương và Tế Âm. Hứa Viễn không đồng ý chuyển lương đi vì cần cho việc nuôi quân phòng thủ. Lý Cự không nghe, ép phải chuyển lương cho Tế Âm. Tướng giữ Tế Âm sau khi được 3 vạn hộc lương lại đầu hàng Doãn Tử Kỳ, khiến cho quân Yên được tiếp sức càng mạnh lên trong khi quân Đường bị suy yếu đi.

### Đợt tấn công thứ ba

#### Thành bị đói
Doãn Tử Kỳ mang quân trở lại đánh Tuy Dương lần thứ 3. Trương Tuần cố thủ kiên cường trong thành, nhiều lần đẩy lui được quân Yên.
Nhưng sau đó trong thành hết lương. Nhân dân trong thành phải ăn cả vỏ cây, chim sẻ, thịt chuột, rồi giết ngựa chiến để ăn. Nhiều quân sĩ bị chết đói, chỉ còn lại vài trăm người ốm yếu. Trương Tuần phải giết cả người thiếp yêu lấy thịt cho quân sĩ ăn, sau đó luân phiên tới ăn thịt phụ nữ trong thành, hết phụ nữ rồi đến người già, rồi phải ăn thịt trẻ con. Dần dần tất cả hơn 2 vạn dân trong thành lần lượt bị giết làm lương cho quân sĩ.

#### Nam Tễ Vân cầu viện
Trong tình thế nguy cấp, Trương Tuần phái mãnh tướng Nam Tễ Vân cảm tử phá vòng vây ra ngoài cầu viện. Nam Tề Vân đột phá ra được bên ngoài. Lúc đó Hứa Thúc Ký đóng quân ở Tiếu quận, Thượng Hành đóng quân ở Bành Thành đều không chịu ra quân cứu Tuy Dương.
Trong thành hết lương, "giấy gói trà đã hết, bèn ăn ngựa; ngựa hết, bẫy sẻ đào chuột", bắt đầu phải ăn người. Trương Tuần đem ái thiếp sung làm quân lương, "rồi mới đến phụ nữ trong thành, cũng hết, tiếp theo là người già, đàn ông" . Trương Tuần phái Nam Tễ Vân soái lĩnh 30 kỵ binh đột vây đến Lâm Hoài  cầu viện Ngự sử đại phu Hạ Lan Tiến Minh.
Tiến Minh nói: "Sự tồn vong của Tuy Dương đã rõ rồi, xuất binh có ích gì?" Tề Vẫn đáp: "Thành còn chưa bị hạ. Nếu mất rồi, xin lấy cái chết để tạ lỗi với đại phu." Tiến Minh khiếp sợ phản quân, lại đố kỵ công lao và danh vọng của Trương Tuần, Hứa Viễn hơn hẳn mình, không muốn phát binh. Ông ta yêu thích sự hùng tráng của Nam Tễ Vân, muốn lưu lại, bèn bày tiệc để chiêu đãi. Nhạc trỗi lên, Nam Tễ Vân liền rút bội đao chặt đứt ngón tay giữa, đưa ngón tay còn chảy máu ròng ròng cho Hạ Lan Tiến Minh xem , rồi nói: "Khi Vân đến đây, người Tuy Dương đã không ăn hơn tháng rồi. Nay đại phu không chịu xuất binh, nếu Vân một mình được ăn uống, nghe nhạc, về mặt đạo nghĩa thật là bất nhẫn; dẫu có ăn cũng không nuốt xuống được." Những người trong tiệc đều cảm động mà rơi nước mắt.
Hạ Lan vẫn không động lòng, ông phẫn uất bỏ đi. Trong lúc ra thành, ông quay lại giương cung bắn vào tòa phù đồ (tức là cái tháp để thờ Phật), ngập sâu đến nửa mũi tên, mà rằng: "Sau khi bình định phản tặc, ắt quay lại giết Hạ Lan, nay lưu mũi tên này lại làm dấu."
Nam Tễ Vân trở lại Ninh Lăng chiêu mộ được 3.000 quân, lại phá vây vào thành. Quân sĩ đụng độ với quân Yên bị chết khá nhiều, chỉ còn lại 1000 người lọt được vào trong thành Tuy Dương. Người trong thành biết sẽ không có viện binh, khốc rống lên suốt vài ngày

#### Doãn Tử Kỳ hạ thành
Doãn Tử Kỳ từ khi thấy Nam Tề Vân đi thoát, đoán sẽ có viện binh đến cứu nên ngày đêm lo phòng thủ; nhưng sau đó thấy Nam Tề Vân một mình cùng vài ngàn quân trở lại, biết là Tuy Dương sẽ không được cứu viện, nên càng siết chặt vòng vây.
Các tướng khuyên Trương Tuần phá vây đi về phía đông nhưng ông cho rằng Tuy Dương là phên dậu của Giang Hoài, nếu bỏ thành này đi thì quân Yên sẽ thừa cơ xuống phía nam, Giang Hoài sẽ mất; quân trong thành toàn những người nhịn đói sẽ khó thoát chết, chi bằng chết cùng thành.
Hứa Viễn cũng tán thành với ý kiến của ông. Quân Yên công phá, Trương Tuần vẫn dốc sức ứng chiến. Mỗi lần ra trận, Trương Tuần nổi giận dữ, mắt mở to, hai hàm răng nghiến chặt lại với nhau tới mức có răng bị gãy.
Quân Đường ăn hết 2 vạn dân chúng, cuối cùng trong thành chỉ còn chưa đến 400 người. Doãn Tử Kỳ dùng thang mây đánh thành, quân giữ thành đói đến nỗi không giương được cung. Thành Tuy Dương sức cùng lực kiệt, đến ngày Quý Sửu (9) tháng 10 năm Đinh Dậu (24 tháng 11 năm 757) bị quân Yên hạ. Trương Tuần cùng Hứa Viễn và Nam Tề Vân đều bị bắt sống. Doãn Tử Kỳ không tin Trương Tuần ra trận nghiến răng tới mức gãy răng, bèn sai quân dùng đại đao cạy miệng ông ra xem, thì quả nhiên thấy chỉ còn 3 chiếc răng.
Doãn Tử Kỳ khuyên Trương Tuần đầu hàng, Trương Tuần nói lớn: "Nam Bát, nam nhi như ngươi, không thể chịu khuất mà làm việc bất nghĩa." Nam Tễ Vân cười đáp: "Vốn đã muốn làm như vậy, nay lại có lời của ngài, nào dám không chết?" Rồi bất khuất mà chết.
Trừ Hứa Viễn bị giải về Lạc Dương, còn lại Trương Tuần, Nam Tễ Vân, Lôi Vạn Xuân cùng 25 viên tướng từng thắng trận ở Ninh Lăng là Thạch Thừa Bình, Lý Từ, Lục Nguyên Hoàng, Chu Khuê, Tống Nhược Hư, Dương Chấn Uy, Cảnh Khánh Lễ, Mã Nhật Thăng, Trương Duy Thanh, Liêm Thản, Trương Trọng, Tôn Cảnh Xu, Triệu Liên Thành, Vương Sâm, Kiều Thiệu Tuấn, Trương Cung Mặc, Chúc Trung, Lý Gia Ẩn, Địch Lương Phụ, Tôn Đình Kiểu, Phùng Nhan (4 người không rõ danh tính) đồng tuẫn nạn ở Tuy Dương.

## Hậu quả và ý nghĩa
Trương Tuần chỉ có vài ngàn người, chống chọi được 13 vạn quân Yên, cầm chân quân Yên 1 năm. Tuy Dương tuy cuối cùng bị hạ nhưng đã cầm chân hàng chục vạn quân Yên, ngăn chặn không cho tiến xuống phía nam (Giang – Hoài), giữ được con đường cung ứng kinh tế của nhà Đường được thông suốt, tạo điều kiện cho đại quân Đường ở phía tây, phía bắc có thời gian củng cố để phản công. Vai trò giữ thành của Trương Tuần được đánh giá rất cao, ông được xem là người có công lao lớn trong việc bình định loạn An Sử.
Khi thành Tuy Dương bị quân Yên hạ thì cũng đúng lúc quân chủ lực nhà Đường do Quách Tử Nghi chỉ huy phản công mạnh mẽ từ phía tây, lần lượt giành lại hai kinh Trường An và Lạc Dương. Vì thế sau khi Tuy Dương bị hạ, quân Yên không kịp tiến xuống phía nam mà phải quay sang đối phó với quân chủ lực nhà Đường. Viên tướng phụ trách mặt trận phía đông bên Đại Yên (thượng cấp của Doãn Tử Kỳ) là Sử Tư Minh quay sang đầu hàng nhà Đường. Nhờ vậy, vùng Giang Nam không bị quân Yên tàn phá, an ninh, kinh tế và xã hội được giữ tương đối ổn định qua cuộc chiến. Sau chiến tranh, trung tâm kinh tế và văn hóa Trung Quốc di chuyển từ phương bắc xuống phía nam. Đặc biệt về kinh tế, vùng Giang - Hoài trở thành điểm tựa cho chính quyền trung ương, là nơi cung ứng lúa gạo, tơ lụa và tiền bạc chủ yếu, khi các cơ sở kinh tế miền bắc đã bị hủy hoại rất nặng nề. Sự kiên cường của phòng thủ giữ thành của Trương Tuần, Hứa Viễn không chỉ có ý nghĩa về mặt quân sự mà còn có ý nghĩa về mặt kinh tế đối với nhà Đường; trận đánh có ảnh hưởng không chỉ trong cuộc chiến tranh mà cả sau cuộc chiến
Nghe tin Trương Tuần chết cùng thành Tuy Dương, Đường Túc Tông nêu gương cảm tử tiết liệt của ông, truy phong ông làm Đại đô đốc Dương châu. Sau loạn An Sử, Đường Đức Tông cho vẽ hình Trương Tuần, Hứa Viễn, Nam Tễ Vân, đưa vào thờ trong Lăng Yên các
Bài thơ Chính khí ca của Văn Thiên Tường cũng nhắc tới tấm gương trung nghĩa của Trương Tuần:
Đầu Nghiêm thách trước giặc
Máu Kê trên áo vua
Răng Trương công chửi địch
Lưỡi Kiều Khanh mắng thù.
...Khi ấy tràn ngập tới
Oai nghiêm muôn thuở còn
Khi đã vượt nhật nguyệt
Sống thác chuyện con con!
Trương Tuần để lại bài thơ Thủ Tuy Dương tác, nói về việc tử thủ ở thành Tuy Dương như sau:
Tiếp chiến quân qua khổ
Thành côi sức đã hao
Vòng vây trăng tỏa ánh
Quân giữ cá trong ao
Bụi bốc ghê lang sói
Cờ vung tỏ lược thao
Ôm thương ra trận tiếp
Uống máu tới tường cao
Trung nghĩa vốn khôn địch
Kiên trinh quyết chẳng nao
Không ai người báo chúa
Kế sách biết làm sao?
Bài thơ này được sử gia Trung Quốc là Triệu Kiếm Mẫn đánh giá như sau:
"Bài thơ này rất thảm liệt, rất lạnh lùng, nói lên chí khí của bậc nam tử, nói lên tâm ý của bậc vĩ nam tử, thể hiện một quả tim báo nước nóng bỏng"